# Баурене
Ба̀урене е село в Северозападна България. То се намира в община Криводол, област Враца.
Остров Баурене край Антарктическия полуостров е наименуван на селото.

## География
Село Баурене се намира на 35 км северно от град Враца и 15 км североизточно от град Криводол, като е разположено от двете страни на стръмен дол. На изток граничи – село Галатин, на юг – село Ракево, на запад – село Добруша и на север – село Градешница. Според данните от ГРАО към септември 2021 г. в селото постоянно пребивават 364 жители. Климатът е умереноконтинентален. Почвите са предимно алувиални и сиви горски. Добре развити са: животновъдство (свинеферма, овцеферма), зърнопроизводство (царевица, пшеница), тревни фуражи, зеленчукопроизводство (до 90-те години на ХХ век).

## История
Археологически останки свидетелстват, че през античната епоха е имало тракийско или римско селище над падината Фудич. В миналото село Баурене е било грънчарски център. Има множеството останки от глинени съдове, останки от жилища, оръдия на труда и римски монети. Открити са и колективна находка от сребърни тетрадрахми на първа Македонска област, както и от римски републикански денари от I век пр. Хр. (в м. „Новите градини“, 1965 г.). При изкопни работи за подравняване на площада сред селото са открити останки на раннобългарско селище и неговият некропол. В селото се предава легенда от поколенията, че преди много години, още в началото на османската власт, в района, където днес е един от язовирите на селото, живеел много богат турски бей. Той притежавал голямо съкровище. Веднъж разбойници нападнали семейството и беят, за да спаси богатството си, го заровил в земята. В една от легендите за произхода на името на Баурене е, че идва от турския бей. Как и по какъв начин – не е много ясно, но местните упорито си вярват. А имането му още никой не е открил.

## Етнография
Жителите на село Баурене пазят самобитността на традиционните български празници, най-силно тачат Тодоровден и Гергьовден
В селото живеят и торлаци. Характерното им ястие е Бел мъж.

### Редовни събития
Съборът на селото се празнува ежегодно на всяка втора събота от месец юни. На този ден по традиция се принася в жертва агне или яре, в чест на Св. Спас. Според народните вярвания този светец закриля селото от природни бедствия и злополуки. На празника се събират хора от всички краища на страната и българи, живеещи в чужбина, за да видят близки и роднини. Специално за събора, в центъра на селото има и духова музика, която весели гостите и жителите на Баурене.

## Население
Преброяване на населението през 2011 г.
Численост и дял на етническите групи според преброяването на населението през 2011 г.:
|                     | Численост | Дял (в %) |
| Общо                | 406       | 100,00    |
| Българи             | 270       | 66,50     |
| Турци               | 0         | 0,00      |
| Цигани              | 127       | 31,28     |
| Други               | 4         | 0,98      |
| Не се самоопределят | 0         | 0,00      |
| Неотговорили        | 5         | 1,23      |

## Религии
Религията, която изповядват хората в селото, е източноправославна. В селото има еднокорабна църква „Св. Апостоли“. Построена през 19 век. 

## Обществени институции
- Кметство
- Лекарски кабинет
- Пощенски клон
- Библиотека
- Читалище „Кирил и Методий“ в с. Баурене е действащо читалище, регистрирано под номер 3289 в Министерство на Културата на Република България.

## Участия и награди
- Трета награда от Събор на народното творчество, с. Галатин, 14 май 2010 г.
- Участие в „Хубост за бъдни векове“ в с. Галатин, 14 май 2010 г.
- Участие в Общински събор на народното творчество „Хубост за бъдни векове“ в с. Галатин, 14 май 2010 г.

### Кухня
В този регион кухнята е смесена. Тук живее част от торлашката общност.
Характерното ядене за които е „Бел мъж“. Турлакините дълго време време бъркат на тих огън „Бел мъж“, докато го превърнат в крехко мезе за бяла ракия.
Рецепта за „Бел мъж“
Необходими продукти:
- 1 кг прясно домашно сирене
- 1/3 ч.ч. бяло брашно
- 1/3 ч.ч. царевично брашно
- 1 ч.л. сол (ако сиренето не е солено)

Начин на приготвяне:
- В нагорещен тиган се наронва сиренето да се стопи (става на кашичка). След това се прибавят брашната по малко, както се прави каша и се бърка докато се отлепи от стените, трябва да стане не много гъсто, защото като изстине се сгъстява повече.